# UZV Zwemlust Den Hommel
De Utrechtse ZwemVereniging Zwemlust Den Hommel is een zwemvereniging gevestigd in Utrecht. De vereniging is aangesloten bij de KNZB.
De wedstrijden van Zwemlust Den Hommel vinden plaats in Den Hommel. Trainingen vinden zowel in Den Hommel als in Zwembad De Krommerijn plaats. De vereniging is ook actief geweest in waterpolo. Op het gebied van wedstrijdzwemmen zwemt de wedstrijdploeg sinds 2025 in de Eredivisie (hoogste klasse) van de landelijke competitie.
De vereniging is in 1971 ontstaan door een fusie van de zwemverenigingen Zwemlust en Den Hommel.

## Bekende (oud-)leden
- Robin van Aggele
- Jesse Puts
- Alie te Riet - lid van voorganger Zwemlust
- Fred Eefting

## Website
http://www.zwemlustdenhommel.nl